# زپتر اینترنشنال
زپتر اینترنشنال (انگلیسی: Zepter International) شرکت کالای سوئیسی است، که در سال ۱۹۸۶ تأسیس شد.